# Бирал (подокруг)
Бирал (бенг. বিরল, англ. Biral) — подокруг на севере Бангладеш. Входит в состав округа Динаджпур. Образован в 1915 году. Административный центр — город Бирал. Площадь подокруга — 352,15 км². По данным переписи 1991 года численность населения подокруга составляла 231 476 человек. Плотность населения равнялась 580 чел. на 1 км². Уровень грамотности населения составлял 27,29 %. Религиозный состав: мусульмане — 72,23 %, индуисты — 26,04 %, буддисты — 0,48 %, прочие — 1,24 %.